# Swinford (Leicestershire)
Swinford es una localidad situada en el distrito de Harborough, en Leicestershire, Inglaterra (Reino Unido). Tiene una población estimada, a mediados de 2019, de 631 habitantes.
Está ubicada al oeste de la región Midlands del Este, cerca de la frontera con la región de Midlands del Oeste, de la autoridad unitaria de Leicester y de los montes Peninos.